# Graeme Lloyd
Graeme John Lloyd (* 9. April 1967 in Geelong) ist ein ehemaliger australischer Baseballspieler. Er gewann zweimal die World Series und war einmal Olympiazweiter.

## Sportliche Karriere
Lloyd begann im Alter von zehn Jahren mit Baseball. Mit 19 Jahren wurde er in die Auswahlmannschaft seines Bundesstaats Victoria berufen. 1988 wurde er als Amateur von den Toronto Blue Jays verpflichtet. In den nächsten Jahren spielte er Minor-League Baseball in Nordamerika und war in der Off-Season in Australien aktiv. 1992 wurde er von den Philadelphia Phillies gedraftet und dann an die Milwaukee Brewers weitergereicht. 1993 debütierte er im Major League Baseball. Wenige Tage später bildete er zusammen mit Catcher Dave Nilsson das erste australische Werfer-Fänger-Duo im MLB. In den nächsten Jahren wurde Lloyd als Relief Pitcher regelmäßig eingesetzt, hatte aber auch einige Verletzungspausen. 1996 wurde er während der Regular Season an die New York Yankees weitergegeben. In der Liga konnte er verletzungsbedingt nicht überzeugen. In den Playoffs spielte er erfolgreicher und in der World Series 1996 gegen die Atlanta Braves ließ er keinen Lauf zu, die Yankees gewannen die Serie.
Nachdem die Yankees 1997 in der League Division Series gegen die Cleveland Indians ausschieden, erreichten sie 1998 wieder die World Series. Die Yankees gewannen alle vier Spiele gegen die San Diego Padres und Lloyd bekam seinen zweiten World Series-Ring. 1999 warf Lloyd für die Toronto Blue Jays und erzielte gute Statistiken. Danach wechselte er als Free Agent zu den Montreal Expos kam aber im Jahr 2000 zu keinem Einsatz. Er selber war verletzt und im April starb seine Frau im Alter von 26 Jahren an Morbus Crohn. 2001 war Lloyd wieder fit und wirkte in 84 Spielen mit. Nach 41 Spielen in der Saison 2002 wurde Lloyd an die Florida Marlins verkauft. 2003 spielte Lloyd für die New York Mets und für die Kansas City Royals.
Nachdem Lloyd wegen Visaproblemen 2004 keinen Vertrag für Nordamerika abschließen konnte, entschloss er sich, mit der australischen Mannschaft an den Vorbereitungen auf die Olympischen Spiele in Athen teilzunehmen. Die Australier erreichten als Vierte der Vorrunde das Halbfinale und bezwangen dort die japanische Mannschaft. Während Lloyd im Halbfinale nicht dabei gewesen war, wurde er im Finale gegen die Kubaner kurz vor Schluss eingewechselt. Die Kubaner gewannen den Titel, die australische Mannschaft erhielt die Silbermedaille.
Nach seinem Karriereende wurde Lloyd Trainer, unter anderem führte er die australische Juniorennationalmannschaft 2010 zur Silbermedaille bei den Weltmeisterschaften.
Lloyd wurde 2003 in die Sport Australia Hall of Fame aufgenommen. 2005 gehörte er zu den ersten Mitgliedern der Australian Baseball Hall of Fame.